# Nebulus
Nebulus es un videojuego de 1987 publicado en Europa por Hewson Consultants. John M. Phillips creó las versiones originales para Commodore 64, ZX Spectrum, Commodore Amiga y Atari ST. Paralelamente Ste Cock realizó  la versión MS-DOS y Chris Wood la versión para Amstrad CPC.

## Objetivo
El objetivo del juego es hacer que el personaje suba a lo alto de una torre.